# Pascoal Leite Pais
Pascoal Leite Pais Leme foi bandeirante paulista, um dentre 15 irmãos, filhos de D. Lucrécia Leme, dentre eles Fernão Dias Pais Leme, o famoso caçador de esmeraldas. Luís Gonzaga da Silva Leme descreve sua família no volume II de sua Genealogia Paulistana (1903-05)».
Em 1639 os paulistas que comandava desde 1637,  integrantes de uma bandeira que conquistara os índios das reduções do  rio Ibicuí, São Cosme e São Damião, São José, São Tomé, São Miguel e Natividade) foram derrotados pelo Padre Diogo de Alfaro e seus índios, na região de Caasapaguaçu, perto da redução de Conceição, sobre o rio Uruguai. Morreram em combate o jesuíta e 18 paulistas aprisionados, entre os quais Pascoal. Haviam sido enviados pelo Governador do Paraguai D. Pedro de Lugo ao de Buenos Aires, que mais tarde os libertará.
Foi o terceiro marido de d. Agostinha Rodrigues.
Frei Galvão, o primeiro santo nascido em solo brasileiro, é trineto deste bandeirante.